# Euryglossa alincia
Euryglossa alincia là một loài Hymenoptera trong họ Colletidae. Loài này được Exley mô tả khoa học năm 1976.